# Radcliffe Science Library
Radcliffe Science Library (RSL) är huvudbibliotek för naturvetenskaperna vid University of Oxford i England.
Biblioteket har en egen byggnad, men är del av Bodleianska bibliotekets organisation. Eftersom Bodleianska biblioteket är ett av de fem depositionsbiblioteken i Storbritannien, har RSL rätt att erhålla ett exemplar av alla brittiska naturvetenskapliga publikationer.

## Historia
De naturvetenskapliga böcker som fanns i Radcliffe Camera flyttades till det nybyggda Oxford University Museum då detta öppnade 1861. En egen biblioteksbyggnad uppfördes 1901 intill museet, i hörnet av Parks Road och South Parks Road. Biblioteket, Radcliffe Library, uppkallades efter John Radcliffe liksom många andra byggnader i Oxford.
Biblioteket förlorade sitt oberoende 1927, då det blev en del av Bodleian Library av ekonomiska och administrativa skäl. Det antog då namnet Radcliffe Science Library och fick rättigheter som depositionsbibliotek.
När en källare byggdes på 1970-talet inrättades en del av byggnaden som ett separat bibliotek för studerande på grundnivå, The Hooke Library, vilket uppkallades efter Robert Hooke.
Fram till 2007 var RSL ett referensbibliotek snarare än ett lånebibliotek och detta år integrerades Hooke Library i RSL.

## Byggnaden
RSL:s byggnad består av tre delar, vilka tillkommit i omgångar:
1. The Jackson Wing, ritad av  Sir Thomas Jackson, öppnade 1901.
2. The Worthington Wing är en utbyggnad till Jackson Wing ritad av Hubert Worthington 1934.
3. The Lankester Room and Main Stack är en tvåvånings utbyggnad under museets gräsmatta som konstruerades 1972-1975.